# Hagfors pastorat
Hagfors pastorat är ett pastorat i Norra Värmlands kontrakt i Karlstads stift i Svenska kyrkan. Pastoratet ligger i Hagfors kommun i Värmlands län.

## Administrativ historik
Pastoratet har funnits under två tidsperioder. Före 2006 var det ett pastorat med Hagfors församling som moderförsamling. 
1 januari 2016 återbildades pastoratet när församlingarna enligt nedan bildade ett gemensamt pastorat.
Pastoratskod är 090509.

## Ingående församlingar
- Hagfors-Gustav Adolfs församling
- Norra Råda-Sunnemo församling